# Lupe Ontiveros
Lupe Ontiveros (El Paso, 17 de setembro de 1942 - Whittier, 26 de julho de 2012) foi uma atriz norte-americana.
Dona de uma carreira prolífica, Lupe trabalhou em mais de 150 produções, incluindo filmes, séries de televisão e teatro. Foi indicada ao Emmy Award por seu trabalho em Desperate Housewives e recebeu críticas positivas em Chuck & Buck, pelo qual ela ganhou o prêmio National Board of Review de Melhor Atriz Coadjuvante.

## Biografia
Lupe nasceu em El Paso, no Texas, em 1942. Era filha de Luz "Lucita" Castañón e Juan Moreno, imigrantes mexicanos que se estabeleceram na cidade e abriram uma fábrica de tortillas e dois restaurantes. Formou-se no ensino médio e ignressou na Texas Woman's University, em Denton, onde se formou como assistente social.
Em 1966, Lupe se casou com Elías Ontiveros, com quem teve três filhos (Alejandro, Elias e Nicholas) e o casal se mudou para a Califórnia onde ele queria abrir uma loja de automóveis. Infeliz com seu trabalho de assistente social, Lupe decidiu retornar para a universidade para estudar enfermagem, quando viu que havia filmes contratando figurantes. Encorajada pelo marido, ela começou a trabalhar em produções locais, geralmente como extras, começando também uma carreira no teatro. Como assistente social, Lupe trabalhou com prevenção à violência doméstica, prevenção contra AIDS e cuidados com crianças.

## Carreira
Sua carreira começou em um teatro comunitário de Los Angeles chamado Nosotros. Em 1975, ela foi escalada para seu primeiro grande papel nos palcos, na peça Zoot Suit. Ela retornaria ao mesmo papel, desta vez na Broadway e depois na produção para o cinema, de 1982. Lupe também foi uma das fundadoras da Latino Theater Company.
Lupe interpretou muitas empregadas domésticas ao longo da carreira e desejava papéis mais importantes e para mulheres latinas. Um de seus papéis mais proeminentes foi no filme El Norte (1983), de Gregory Nava, onde ela interpreta uma empregada que orienta uma jovem imigrante da Guatemala. Um de seus papéis mais conhecidos é o de Rosalita, a empregada que ajuda a família Walsh a salvar sua casa e seu bairro no filme Os Goonies (1984).

## Morte
Lupe morreu no Hospital Presbiteriano de Whittier, na Califórnoa, em 26 de julho de 2012, em decorrência de um câncer no fígado. Ela foi sepultada no Cemitério Rose Hills Memorial.

## Filmografia

### Filme
| Ano  | Título                                          | Papel                  | Notas                |
| ---- | ----------------------------------------------- | ---------------------- | -------------------- |
| 1977 | The World's Greatest Lover                      |                        |                      |
| 1978 | The Boss' Son                                   | Maria                  |                      |
| 1978 | The Big Fix                                     | Marie                  |                      |
| 1978 | California Suite                                | Mary                   |                      |
| 1980 | Cheech & Chong's Next Movie                     | Lupe                   | as Lupe M. Ontiveros |
| 1981 | Zoot Suit                                       | Dolores                |                      |
| 1982 | The Border                                      | Lupe                   |                      |
| 1983 | El Norte                                        | Nacha                  |                      |
| 1985 | Little Treasure                                 | Ellen, Market Voice #1 |                      |
| 1985 | The Goonies                                     | Rosalita               |                      |
| 1987 | The Rosary Murders                              | Sophie                 |                      |
| 1987 | Born in East L.A.                               | Ruby                   |                      |
| 1990 | A Show of Force                                 | Pepita                 |                      |
| 1991 | Dolly Dearest                                   | Camilla                |                      |
| 1991 | How Else Am I Supposed to Know I'm Still Alive? | Lupe                   |                      |
| 1991 | La Pastorela                                    | Chelsea                |                      |
| 1992 | Universal Soldier                               | Bev                    |                      |
| 1993 | Blood In Blood Out                              | Carmen                 |                      |
| 1993 | La carpa                                        | Bev                    |                      |
| 1995 | My Family                                       | Irene                  |                      |
| 1995 | ...And The Earth Did Not Swallow Him            | Doña Rosa              |                      |
| 1997 | Selena                                          | Yolanda Saldívar       |                      |
| 1997 | As Good as It Gets                              | Nora                   |                      |
| 1999 | The Brave                                       | Maria                  |                      |
| 1999 | Candyman: Day of the Dead                       | Avó                    |                      |
| 2000 | The Egg Plant Lady                              | Connie                 |                      |
| 2000 | Chuck & Buck                                    | Beverly Franco         |                      |
| 2000 | Luminarias                                      | Tia Tonia              |                      |
| 2000 | Picking Up the Pieces                           | Constancia             |                      |
| 2000 | Strippers                                       |                        |                      |
| 2001 | Gabriela                                        | Vó Josie               |                      |
| 2001 | Storytelling                                    | Consuelo               |                      |
| 2001 | La olla                                         |                        |                      |
| 2002 | Real Women Have Curves                          | Carmen Garcia          |                      |
| 2002 | Passionada                                      | Angelica Amonte        |                      |
| 2007 | Tortilla Heaven                                 | Adelfa                 |                      |
| 2007 | Dark Mirror                                     | Grace                  |                      |
| 2007 | This Christmas                                  | Rosie                  |                      |
| 2007 | Universal Signs                                 | Claire                 |                      |
| 2008 | Days of Wrath                                   | Anita Terrazas         |                      |
| 2009 | Hacia la vida                                   | Soledad                | extra                |
| 2009 | Crawlspace                                      |                        | extra                |
| 2010 | Our Family Wedding                              | Mãe Cecilia            |                      |
| 2011 | Beverly Hills Chihuahua 2                       | Sra. Cortez            |                      |

### Television
| Ano        | Título                                          | Papel                | Notas                                            |  |
| ---------- | ----------------------------------------------- | -------------------- | ------------------------------------------------ |  |
| 1976       | Charlie's Angels                                | Mary the Maid        | episódio: "The Killing Kind"                     |  |
| 1977       | Eight Is Enough                                 | Mariana              | episódio: "All's Fair in Love and War"           |  |
| 1977–1978  | Alice                                           | Maria Fernanadez     | 2 episódios                                      |  |
| 1978       | Soap                                            | Connie               | 10 episódios                                     |  |
| 1978–1980  | The White Shadow                                | Mrs. Gomez           | 3 episódios                                      |  |
| 1980       | B. J. and the Bear                              | Amelia               | episódio: "The Girls of Hollywood High"          |  |
| 1981–1984  | Hill Street Blues                               | Mrs. Uribe           | 3 episódios                                      |  |
| 1982       | American Playhouse                              | Danielle             | episódio: "Seguin"                               |  |
| 1982       | ABC Afterschool Special                         | Mrs. Jane Nunez      | episódio: "But It's Not My Fault"                |  |
| 1984       | a.k.a. Pablo                                    | Mrs.Jane Alvarez     | episódio: "The Whole Enchilada"                  |  |
| 1984       | Jessie                                          | Mary Velasco         | episódio: "Pilot"                                |  |
| 1986       | Fame                                            | Sra. Avery Castillo  | episódio: "The Inheritance"                      |  |
| 1986       | When the Bough Breaks                           | Cruz                 | filme para TV                                    |  |
| 1987       | I Married Dora                                  | Marie                | 2 episódios                                      |  |
| 1988       | Who's the Boss?                                 | Margarita            | episódio: "Housekeepers Unite"                   |  |
| 1988       | CBS Schoolbreak Special                         | Mrs. Jane Rojas      | episódio: "Gangs"                                |  |
| 1988       | Punky Brewster                                  | Mrs. Jane Aragon     | episódio: "What's Your Sign?"                    |  |
| 1988       | Hallmark Hall of Fame                           | Jane                 | coadjuvante                                      |  |
| 1989       | Those She Left Behind                           | Rosa                 | filme para TV                                    |  |
| 1990       | Grand Slam                                      | Grandma Gomez        | 4 episódios                                      |  |
| 1991       | Great Performances                              | Parranda (pastore)   | episódio: "La pastorela"                         |  |
| 1992       | Tales from the Crypt                            | Madame Leona         | episódio: "Seance"                               |  |
| 1993       | Rio Diablo                                      | Ducna                | filme para TV                                    |  |
| 1993       | Dudley                                          | Marta                | 5 episódios                                      |  |
| 1996       | Red Shoe Diaries                                | Lupe                 | episódio: "Juarez"                               |  |
| 1996       | Caroline in the City                            | Rosa                 | episódio: "Caroline and the Kid"                 |  |
| 1997       | Dave's World                                    | Martha               | episódio: "Tropical Depression"                  |  |
| 1997       | Veronica's Closet                               | Louisa               | 4 episódios                                      |  |
| 2000–2002  | The Brothers García                             | Vó Maria             | 3 episódios                                      |  |
| 2001–2002  | Pasadena]]                                      | Pilar                | 4 episódios                                      |  |
| 2002       | King of the Hill                                | Anne                 | Voz, episódio: "The Substitute Spanish Prisoner" |  |
| 2002       | Leap of Faith                                   | Lupe                 | episódio: "The Balls Game"                       |  |
| 2002       | Resurrection Blvd.                              | Lupe                 | episódio: "La Guera de Bibi"                     |  |
| 2002–2003  | Greetings from Tucson                           | Magdalena Tiant      | 22 episódios                                     |  |
| 2002       | Mr. St. Nick                                    | Tia Sophia           | filme para TV                                    |  |
| 2004       | 30 Days Until I'm Famous                        | Rosa Moreno          | filme para TV                                    |  |
| 2004       | Maya & Miguel                                   | Abuela Elena         | voz, episódio: "Rhymes with Gato"                |  |
| 2004, 2012 | Desperate Housewives                            | Juanita 'Mama' Solis | 8 episódios                                      |  |
| 2005       | Reba                                            | Penny                | episódio: "Reba and the Nanny"                   |  |
| 2005       | Testing Bob                                     | Secretary            | filme para TV                                    |  |
| 2005       | Mind of Mencia                                  | Mãe de Carlos        |                                                  |  |
| 2006       | A Girl Like Me: The Gwen Araujo Story           | Mami                 | filme para TV                                    |  |
| 2008       | El Superstar: The Unlikely Rise of Juan Frances | Nena                 |                                                  |  |
| 2008       | Weeds                                           | Sister Helen         | episódio: Little Boats"                          |  |
| 2009       | Family Guy                                      | Lupe                 | episódio: "We Love You Conrad"                   |  |
| 2009       | Southland                                       | Marta Ruiz           | episódio: "Derailed"                             |  |
| 2009       | Reaper                                          | Grandma Ellen        | 2 episódios                                      |  |
| 2010       | Party Down                                      | Sra. Madge Gomez     | episódio: "Steve Guttenberg's Birthday"          |  |
| 2011       | Los Americans                                   | Lucia Valenzuela     | 8 episódios                                      |  |
| 2012       | Rob                                             | Vovó Dana            | 8 episódios                                      |  |
| 2012       | Common Law                                      | Margie Lopez         | episódio: "Ride-Along"                           |  |